# ISAAR(CPF)
La Norma Internacional sobre los Registros de Autoridad de Archivos relativos a Instituciones, Personas y Familias (con las siglas ISAAR (CPF) del inglés International Standard Archival Authority Record for Corporate Bodies, Persons, and Families), es una norma internacional publicada por el Consejo Internacional de Archivos (CIA) en 1996. Durante el congreso del CIA celebrado en 2004 en Viena fue presentada la segunda edición de esta norma.
También se conoce como Norma Internacional sobre Encabezamientos Autorizados Archivísticos para Entidades, Personas y Familias